# Йоанна Лішовська
Йоанна Лішовська (пол. Joanna Liszowska, 12 грудня 1978, Краків, ПНР) — польська акторка, співачка та телеведуча.

## Вибіркова фільмографія
- Хто ніколи не жив... (2005)
- Хитрощі (2007)